# Lavans-lès-Saint-Claude (Lavans-lès-Saint-Claude)
Lavans-lès-Saint-Claude ist eine Ortschaft und eine ehemalige französische Gemeinde mit 1.745 Einwohnern (Stand: 1. Januar 2022) im Département Jura in der Region Bourgogne-Franche-Comté. Sie gehörte zum Arrondissement Saint-Claude und zum Kanton Saint-Lupicin.
Mit Wirkung vom 1. Januar 2019 wurden die ehemaligen Gemeinden Lavans-lès-Saint-Claude und Pratz zur namensgleichen Commune nouvelle Lavans-lès-Saint-Claude zusammengeschlossen und haben in der neuen Gemeinde den Status einer Commune déléguée. Der Verwaltungssitz befindet sich im Ort Lavans-lès-Saint-Claude.
Bereits mit Wirkung vom 1. Januar 2016 wurde die Gemeinde Ponthoux in die hier beschriebene Gemeinde integriert. Alle ehemaligen Gemeinden haben in der neuen Gemeinde der Status einer Commune déléguée.

## Geographie
Lavans-lès-Saint-Claude liegt auf 530 m, etwa sieben Kilometer westlich der Stadt Saint-Claude (Luftlinie). Das Dorf erstreckt sich im Jura, an aussichtsreicher Lage an einem nach Osten geneigten Hang, rund 200 m über dem Talboden der Bienne, am Rand des Plateau du Lizon.
Das Gebiet umfasst einen Abschnitt des französischen Juras. Der zentrale Teil wird von einem relativ sanft nach Osten abfallenden Hang eingenommen, der die südliche Fortsetzung des Plateau du Lizon bildet. Nach Osten reicht das Areal in das Tal der Bienne. Der Fluss nimmt hier den von Norden mündenden Lison auf und zeichnet einen scharfen Bogen, indem er das Vorgebirge des Truffet umfließt. Im Nordwesten erstreckt sich das ehemalige Gemeindeareal in einem schmalen Streifen über einen Steilhang bis auf die angrenzende Jurahochfläche, die überwiegend bewaldet ist und auf einer Kuppe der Forêt d’Annuelle mit 936 m die höchste Erhebung von Lavans-lès-Saint-Claude erreicht. Im äußersten Nordwesten befindet sich der See Lac d’Antre. Das Gebiet ist Teil des Regionalen Naturparks Haut-Jura (frz.: Parc naturel régional du Haut-Jura).
Zu Lavans-lès-Saint-Claude gehören die Siedlung Lison (380 m) im Tal der Bienne an der Mündung des Lison sowie einige Einzelhöfe. Nachbarorte von Lavans-lès-Saint-Claude sind Coteaux du Lizon mit Saint-Lupicin im Norden, Ponthoux und Saint-Claude im Osten, Chassal-Molinges im Süden sowie Pratz und Villards-d’Héria im Westen.

## Geschichte
Das Gemeindegebiet von Lavans-lès-Saint-Claude war bereits während der Römerzeit besiedelt. Erstmals erwähnt wird der Ort im 9. Jahrhundert. Er gehörte seit dem Mittelalter zum Herrschaftsgebiet der Abtei Saint-Claude. Zusammen mit der Franche-Comté gelangte Lavans-lès-Saint-Claude mit dem Frieden von Nimwegen 1678 an Frankreich.
Am 1. Januar 2016 wurde die Gemeinde Ponthoux nach Lavans-lès-Saint-Claude eingemeindet.

## Sehenswürdigkeiten
Die Pfarrkirche de l’Assomption wurde im 18. Jahrhundert erbaut und erhielt ihre heutige Gestalt bei der Umgestaltung und Vergrößerung im 19. Jahrhundert.

## Bevölkerung
| Bevölkerungsentwicklung | Bevölkerungsentwicklung |
| Jahr                    | Einwohner               |
| ----------------------- | ----------------------- |
| 1962                    | 1.118                   |
| 1968                    | 1.219                   |
| 1975                    | 1.509                   |
| 1982                    | 1.602                   |
| 1990                    | 1.811                   |
| 1999                    | 1.896                   |

Nachdem die Einwohnerzahl in der ersten Hälfte des 20. Jahrhunderts stets im Bereich von 850 Personen gelegen hatte, wurde seit Beginn der 1960er-Jahre dank der attraktiven Wohnlage eine deutliche Bevölkerungszunahme verzeichnet.

## Wirtschaft und Infrastruktur
Lavans-lès-Saint-Claude war lange Zeit ein vorwiegend durch die Landwirtschaft und die Forstwirtschaft geprägtes Dorf. Im Verlauf des späten 19. und des 20. Jahrhunderts haben sich im Ort beziehungsweise im Tal der Bienne verschiedene Industriebetriebe angesiedelt. Zu den heute wichtigen Industriezweigen zählen die Kunststoffindustrie (unter anderem Herstellung von Knöpfen und Schnallen), die Fabrikation von Spielwaren und das Transportgewerbe. Viele Erwerbstätige sind auch Wegpendler, die in den größeren Ortschaften der Umgebung, hauptsächlich in Oyonnax und Saint-Claude ihrer Arbeit nachgehen.
Die Ortschaft ist verkehrstechnisch gut erschlossen. Sie liegt an der Hauptstraße D470, die von Lons-le-Saunier nach Saint-Claude führt. Eine weitere Straßenverbindung besteht mit Saint-Lupicin. Lavans-lès-Saint-Claude besitzt einen Bahnhof an der Eisenbahnlinie von Oyonnax nach Saint-Claude; er befindet sich bei der Industriesiedlung Lison. Auf einer Verebnungsfläche oberhalb des Dorfes wurde der Flugplatz Saint-Claude – Pratz eingerichtet.